# Philippe Cardis
Philippe Cardis es un deportista suizo que compitió en vela en la clase Laser. Ganó una medalla de plata en el Campeonato Europeo de Laser de 1976.

## Palmarés internacional
| Campeonato Europeo | Campeonato Europeo    | Campeonato Europeo | Campeonato Europeo |
| Año                | Lugar                 | Medalla            | Clase              |
| ------------------ | --------------------- | ------------------ | ------------------ |
| 1976               | Torquay (Reino Unido) | Medalla de plata   | Laser              |